# Гуммиарабиковая фотопечать
Гуммиарабиковая фотопечать, гумми-бихроматный процесс, гумбихроматная печать, гумойл (также встречаются названия гумми-печать, гуммимасляная печать и бихроматная печать) — позитивный фотографический процесс, основанный на способности хромированных коллоидов задубливаться под действием ультрафиолетового излучения. Технология впервые использована в 1858 году для фотопечати чёрно-белых и цветных фотографий. Полученные изображения более долговечны, чем желатиносеребряные отпечатки, благодаря отсутствию каких-либо химически активных солей в готовом изображении. Снимки, отпечатанные гумбихроматным способом также долговечнее изготовленных методом пигментной фотопечати, поскольку подверженная старению и грибковому заражению желатина используется только для проклейки бумажной основы.

## Особенности технологии
Для получения фотоотпечатка лист бумаги с помощью кисти покрывается смесью пигмента, гуммиарабика и двухромовокислого калия. Цвет пигмента может быть любым, но чаще всего использовался тон сепии, характерный для снимков на альбуминовой фотобумаге тех лет. После сушки полученного светочувствительного слоя на него контактным способом печатается негатив того же формата, что и конечное изображение. При последующей промывке в воде незадубленная смесь гуммиарабика с пигментом смывается, оставаясь только в слабо экспонированных тенях изображения. Процесс может многократно повторяться для получения широкой шкалы полутонов, причём цвет пигмента может меняться. Для получения цветного снимка последовательно печатаются цветоделённые негативы на слои гуммиарабика, смешанные с пигментами дополнительных цветов.
От пигментной фотопечати гуммиарабиковая отличается, главным образом использованием вместо желатины гуммиарабика. Этим обусловлены основные преимущества процесса: доступность самостоятельного изготовления бумаги и отсутствие необходимости переноса проявленного фотослоя на другую подложку. Кроме того, незадубленный гуммиарабик растворяется в сравнительно холодной воде. Недостатки процесса заключаются в плохой проработке мелких деталей и крупнозернистой фактуре изображения. Для получения насыщенных теней и богатых полутонов процесс повторяют несколько раз (обычно трижды), раздельно печатая на вновь наносимые слои света, средние полутона и глубокие тени. Точное совмещение контуров достигается нанесением в углах негатива типографских крестов. Получение такой же широкой шкалы полутонов однократной печатью требует очень толстого светочувствительного слоя, недостаточно прочного при использовании гуммиарабика. Известны варианты процесса, в которых в качестве коллоида применяются крахмал, аррорут и другие вещества, но такие технологии не получили распространения.
Возможность управления цветом изображения и обобщённость рисунка делают в конце XIX века гуммиарабиковую печать популярной у фотохудожников-пикториалистов. Одним из самых активных популяризаторов технологии выступил Робер Демаши, активно применявший художественную ретушь как на стадии подготовки светочувствительного слоя, так и на готовых отпечатках. Наиболее известны работы, выполненные в этой технике Констаном Пюйо, Гуго Хеннебергом, Теодором Гофмейстером и другими фотохудожниками начала XX века.

## Современный вариант
В 1990-х годах американский фотограф Карл Коенг (англ. Karl P. Koenig) предложил современную альтернативу гуммиарабикового процесса, позволяющую получать отпечатки с негативов небольших форматов, а также с цифровых носителей. Для этого требуется промежуточный контратип, напечатанный на прозрачной плёнке. Изготовить его можно как традиционным оптическим способом, на фототехнической плёнке, так и с помощью лазерного принтера. Первоначально автор процесса после смывки краски обрабатывал поверхность отпечатка отбеливающим веществом с содержанием хлора, для усиления рельефности изображения. После этого наносился второй слой более светлой краски, таким образом, дополнительно выявляя полутона. В 2012 году российский фотограф Анна Останина внесла изменения в технологию процесса. В отличие от метода Коенинга, она отказалась от нанесения краски в два и более слоёв и удалила из процесса отбеливающие компоненты. Останиной удалось в своём варианте печати увеличить полутоновую гамму изображения. Результатом её работы стало упрощение и ускорение печатного процесса, и увеличение срока архивного хранения отпечатков.